# Jakob van Wielink
Joost Peter Jakob van Wielink (Eindhoven, 21 oktober 1974) is een Nederlandse leiderschapscoach en opleider. Hij is auteur op het gebied van leiderschap, transitie, verlies en rouw.

## Jeugd en studie
Van Wielink groeide op in een katholiek gezin in de Brabantse Kempen op de grens met België. Zijn ouders waren beiden werkzaam in het onderwijs. Hij bezocht de basisschool in Eersel en volgde het middelbaar onderwijs in Veldhoven, waarna hij constitutioneel en internationaal en Europees recht aan de Universiteit van Tilburg studeerde. Van Wielink haalde zijn onderwijsbevoegdheid aan het toenmalige Centrum voor Nascholing van de samenwerkende Universiteit van Amsterdam en Hogeschool van Amsterdam.

## Loopbaan
Van Wielink werkte initieel als jurist vreemdelingenrecht in Den Haag en advocaat in familiezaken te Utrecht. Hij stond daarna mede aan de basis van de eerste opleiding HBO Rechten in Nederland aan de Hogeschool van Amsterdam. Van Wielink doceerde internationaal recht aan de Universiteit van Amsterdam waar hij ook deputy director was van de Amsterdam International Law Clinic. Aan het slot van zijn eerste, juridische, loopbaanfase was hij onder meer via de katholieke mensenrechtenorganisatie Justitia et Pax betrokken bij vrede- en gerechtigheidprojecten in Oeganda, de Democratische Republiek Congo en op Atjeh (Sumatra, Indonesië).
Van Wielink verlegde vanaf 2004 zijn focus en volgde meerjarige opleidingen op het gebied van coaching en therapie. Hij leerde het vak van coachen en trainen bij verschillende gerenommeerde opleidings- en trainingsbureaus. Hij was een periode ingetreden bij de norbertijnen in de Abdij van Berne. Na zijn uittreden werkte hij zeven jaar als leiderschapscoach voor IMD Business School in Lausanne (Zwitserland) en Singapore en nam hij het initiatief tot De School voor Transitie. In 2017 richtte hij samen met Marnix Reijmerink dit leiderschapsinstituut op dat gehuisvest is in Huissen. Daarnaast is hij als faculty mentor verbonden aan het Portland Institute for Loss and Transition (VS).
De kern van Van Wielinks werkzaamheden heeft er steeds in bestaan leerinterventies te ontwerpen en verzorgen die in het teken staan van identiteitsontwikkeling op individueel, professioneel en organisatieniveau. Hij is grondlegger van de toepassing van het secure base gedachtegoed in coaching, therapie en counseling en is opleider en trainer voor professioneel begeleiders in dit gedachtegoed. Hij werkt internationaal als coach voor C-level-leiders en hun teams in de private en publieke sector. Van Wielink heeft zich in zijn werk en door zijn publicaties ontwikkeld tot expert op het gebied van (persoonlijk) leiderschap, verlies en rouw en transitie.

## Erkenning
In 2021 werd Van Wielinks boek Taal van Transitie genomineerd voor de titel ‘Managementboek van het Jaar’. Het voorwoord werd geschreven door de Amerikaanse psychologe en holocaustoverlevende Edith Eva Eger. Het boek kwam met vier andere boeken op de shortlist.
Het juryrapport schreef: ‘Over roeping gesproken. Het boek Taal van Transitie laat je ontdekken wat jouw roeping is als leider en hoe je daarmee de sleutel vindt voor verandering: voor jezelf, voor de mensen om je heen en voor je organisatie. Geen gemakkelijke kost, maar de auteurs Jakob van Wielink, Riet Fiddelaers-Jaspers en Leo Wilhelm weten een mooie balans te vinden tussen het beschouwende en het praktische. Een boek dat vakmanschap uitstraalt en uitnodigt het gesprek aan te gaan over zaken die in de context van organisaties allerminst voor de hand liggend zijn. Maar wel broodnodig.’

## Lidmaatschappen
Van Wielink was enkele jaren redactielid van het Tijdschrift voor Coaching en is lid van de adviesraad van datzelfde tijdschrift. Hij is sinds 2021 columnist van tijdschrift Volzin.
Sinds 2022 is Van Wielink lid van de International Work Group on Death, Dying and Bereavement (IWG). De IWG is een organisatie zonder winstoogmerk die leiders op het gebied van dood, sterven en rouw ondersteunt bij hun inspanningen om innovatieve ideeën, onderzoek en praktijk te stimuleren en te verbeteren.
Tevens is Van Wielink lid van en actief in de Association for Death Education and Counselling (ADEC).
In 2022 was hij de Ira Nerken International Keynote Speaker tijdens het jaarcongres van de ADEC.

## Privé
Van Wielink is gehuwd met de Russisch-Nederlandse Svetlana van Wielink, dirigente en piano- en zangdocente. Zij zijn ouders van Vika, oogarts in opleiding.
Van Wielink - kunst- en muziekliefhebber - zingt in het Nijmeegs Byzantijns Koor, waar zijn echtgenote dirigente is. Hij is actief in de rooms-katholieke kerk. In oktober 2024 trad Van Wielink in de Sint-Christoffelkathedraal tijdens de investituurplechtigheid geleid door bisschop Ron van den Hout toe als Ridder in de Ridderlijke Orde van het Heilig Graf van Jeruzalem.